# Triphleba tenuivena
Triphleba tenuivena är en tvåvingeart som beskrevs av Rudolf Beyer 1958. Triphleba tenuivena ingår i släktet Triphleba och familjen puckelflugor.
Artens utbredningsområde är Burma. Inga underarter finns listade i Catalogue of Life.